# Willard Parker
Willard Parker, pseudonimo di Worster Van Eps (New York, 5 febbraio 1912 – Rancho Mirage, 4 dicembre 1996), è stato un attore statunitense.

## Biografia
In gioventù Willard Parker fu giocatore professionista di tennis, sport di cui fece anche l'insegnante quando si trasferì a Hollywood. Qui venne scoperto dai Fratelli Marx durante uno spettacolo di dilettanti e nel 1937 fece il suo debutto sul grande schermo, dove si affermò in particolare nei generi western e d'avventura, grazie alla sua prestanza fisica.
Dopo alcuni ruoli secondari al cinema, tra cui nella commedia Un bandito in vacanza (1938) con Edward G. Robinson, Parker ebbe una breve esperienza teatrale a Broadway, dove apparve nel dramma Johnny Belinda (1940-1941), accanto a Horace McNally (il futuro divo Stephen McNally) e nel musical Lady in the Dark (1941-1943), al fianco della star del teatro Gertrude Lawrence. Tornato al cinema con la commedia Che donna! (1943), accanto a Rosalind Russell, apparve successivamente nell'avventura in costume Il cavaliere mascherato (1946), tratto dal romanzo I compagni di Jehu di Alexandre Dumas, in cui interpretò il ruolo del protagonista, un aristocratico senza paura che nella Francia napoleonica difende la popolazione da un cattivo signorotto. Fu inoltre tra gli interpreti del western Il vagabondo della città morta (1948), e delle commedie romantiche La donna senza amore (1948) e Devi essere felice (1948).
Dall'inizio degli anni cinquanta l'attore apparve anche in diverse serie televisive, tra cui Tales of the Texas Rangers (1955-1958), un serial western di cui girò 52 episodi nel ruolo del ranger Jace Pearson. Progressivamente abbandonò il cinema, pur comparendo ancora in alcune pellicole come il musical Baciami Kate! (1953) di George Sidney, i film d'avventura Sangaree (1953) e Il tesoro degli Aztechi (1956), i western La frusta di sangue (1953), in cui impersonò il fuorilegge Jesse James, e L'uomo del Texas (1959), e il drammatico La palude maledetta (1957).

## Vita privata
Dopo un primo matrimonio fallito con Marion Pierce (dal 1947 al 1950), Parker sposò nel 1951 l'attrice britannica Virginia Field, con la quale apparve nel film di fantascienza The Earth Dies Screaming (1964) di Terence Fisher. Il matrimonio durò fino alla morte della Field nel 1992. Parker morì quattro anni più tardi, il 4 dicembre 1996, all'età di ottantaquattro anni, per un attacco cardiaco.

## Filmografia

### Cinema
- The Devil's Saddle Legion, regia di Bobby Connolly (1937)
- Vivo per il mio amore (That Certain Woman), regia di Edmund Goulding (1937) (non accreditato)
- Back in Circulation, regia di Ray Enright (1937) (non accreditato)
- Love Is on the Air, regia di Nick Grinde (1937)
- L'isola dei dimenticati (Alcatraz Island), regia di William C. McGann (1937) (non accreditato)
- Over the Goal, regia di Noel M. Smith (1937)
- The Adventurous Blonde, regia di Frank McDonald (1937) (non accreditato)
- Artiglio di velluto (Missing Witnesses), regia di William Clemens (1937) (non accreditato)
- The Invisible Menace, regia di John Farrow (1938) (non accreditato)
- Un bandito in vacanza (A Slight Case of Murder), regia di Lloyd Bacon (1938)
- Accidents Will Happen, regia di William Clemens (1938) (non accreditato)
- The Zero Hour, regia di Sidney Salkow (1939)
- The Magnificent Fraud, regia di Robert Florey (1939) (non accreditato)
- Che donna! (What a Woman!), regia di Irving Cummings (1943)
- Il cavaliere mascherato (The Fighting Guardsman), regia di Henry Levin (1946)
- Il treno dei pazzi (One Way to Love), regia di Ray Enright (1946)
- I rinnegati (Renegades), regia di George Sherman (1946)
- Il naufragio dell'Hesperus (The Wreck of the Hesperus), regia di John Hoffman (1948)
- Il vagabondo della città morta (Relentless), regia di George Sherman (1948)
- La donna senza amore (The Mating of Millie), regia di Henry Levin (1948)
- Devi essere felice (You Gotta Stay Happy), regia di H.C. Potter (1948)
- Amanti crudeli (Slightly French), regia di Douglas Sirk (1949)
- Occhio per occhio (Calamity Jane and Sam Bass), regia di George Sherman (1949)
- Bodyhold, regia di Seymour Friedman (1949)
- Nozze infrante (The Secret Fury), regia di Mel Ferrer (1950) (non accreditato)
- David Harding, Counterspy, regia di Ray Nazarro (1950)
- I clienti di mia moglie (Emergency Wedding), regia di Edward Buzzell (1950)
- La figlia di Zorro (The Bandit Queen), regia di William Berke (1950)
- Hunt the Man Down, regia di George Archainbaud (1950)
- My True Story, regia di Mickey Rooney (1951)
- La rivolta degli Apache (Apache Drums), regia di Hugo Fregonese (1951)
- L'oro dei Caraibi (Caribbean), regia di Edward Ludwig (1952)
- Sangaree, regia di Edward Ludwig (1953)
- La primula rossa del Sud (The Vanquished), regia di Edward Ludwig (1953)
- La frusta di sangue (The Great Jesse James Raid), regia di Reginald Le Borg (1953)
- Baciami Kate! (Kiss Me Kate), regia di George Sidney (1953)
- Il tesoro degli aztechi (Naked Gun), regia di Eddie Dew (1956)
- La palude maledetta (Lure of the Swamp), regia di Hubert Cornfield (1957)
- L'uomo del Texas (Lone Texan), regia di Paul Landres (1959)
- Il pistolero Jessie James (Young Jesse James), regia di William F. Claxton (1960)
- Walk Tall, regia di Maury Dexter (1960)
- The High Powered Rifle, regia di Maury Dexter (1960)
- Air Patrol, regia di Maury Dexter (1962)
- The Earth Dies Screaming, regia di Terence Fisher (1964)
- Waco una pistola infallibile (Waco), regia di R.G. Springsteen (1966) (non accreditato)
- Il grande valzer (The Great Waltz), regia di Andrew L. Stone (1972)

### Televisione
- Fireside Theatre – serie TV, 1 episodio (1954)
- Schlitz Playhouse of Stars – serie TV, 4 episodi (1952-1955)
- The Ford Television Theatre – serie TV, 2 episodi (1953-1955)
- Il tenente Ballinger (M Squad) – serie TV, 1 episodio (1958)
- Tales of the Texas Rangers – serie TV, 52 episodi (1955-1958)
- Westinghouse Desilu Playhouse – serie TV, 1 episodio (1960)
- Going My Way – serie TV, episodio 1x02 (1962)

## Doppiatori italiani
- Emilio Cigoli in Che donna!, La donna senza amore, La rivolta degli Apaches
- Augusto Marcacci ne I rinnegati, L'oro dei Caraibi
- Luigi Pavese in Devi essere felice
- Gualtiero De Angelis ne Il vagabondo della città morta
- Bruno Persa in Sangaree
- Giorgio Capecchi ne La Primula Rossa del Sud
- Renato Turi in Baciami Kate!
- Arturo Dominici in Waco, una pistola infallibile